# Cölestine
Eine Cölestine ist eine Orgelharmonika mit drei Manualen, von denen das oberste eine Glasharmonika, das mittlere ein Pfeifenwerk und das untere einen Apparat zur Nachahmung mehrerer Blas- und Saiteninstrumente bediente. Erfunden wurde die Cölestine 1800 vom Konrektor Zink in Hessen-Homburg. Im Ganzen konnten 14 Instrumente nachgeahmt werden. Die innere Einrichtung blieb ein Geheimnis des Erfinders.